# 亀山商工会議所
亀山商工会議所（かめやましょうこうかいぎしょ、英称：Kameyama Chamber Commerce and Industry）は商工会議所法に基づき、主に亀山市内に事業所をおく企業・団体で運営されている商工会議所。

## 概要
三重県亀山市東御幸町39-8亀山商工会館に本所を置く。一般的な商工会議所の業務に加え、産業観光係はシャープ亀山工場の工場見学申し込みの窓口にもなっている。また「リニア中央新幹線・JR複線電化推進亀山市民会議」とのかかわりが深く、中央新幹線の市内停車駅設置を求め活動を行っている。亀山商工会議所会頭長田幸夫は「リニア中央新幹線・JR複線電化推進亀山市民会議」副会長も兼務する。

## 青年部
亀山商工会議所青年部は亀山商工会議所所属事業所の経営者などで、入会時満45歳未満の者が入会することができる亀山商工会議所の下部組織。2010年度末における会員数は75名。